# Elba Ramalho & Dominguinhos: Baião de Dois
Elba Ramalho & Dominguinhos: Baião de Dois é um álbum dos cantores Elba Ramalho e Dominguinhos, lançado em 2005. É o último projeto da cantora lançado pela BMG, que meses mais tarde se tornaria Sony BMG.
O álbum foi indicado ao Grammy Latino, na categoria Melhor Álbum de Música Regional Brasileira.

## Faixas
1. Rio de Sonho (Dominguinhos, Wally Bianchi)
2. Tenho Sede (Dominguinhos, Anastácia)
3. Lamento Sertanejo (Dominguinhos, Gilberto Gil)
  1. Citação: Pipoca Moderna (Caetano Veloso, Sebastião Biano)
4. Eu Só Quero Um Xodó (Dominguinhos, Anastácia)
5. Vem Ficar Comigo (Dominguinhos, Nando Cordel)
6. Onde Está Você (Zezum)
7. Retrato da Vida (Dominguinhos, Djavan)
8. Chama (Tato)
9. Xote de Navegação (Dominguinhos, Chico Buarque)
10. Gostoso Demais (Dominguinhos, Nando Cordel)
11. Forrozinho Bom (Dominguinhos, Climério)
12. De Volta Pro Aconchego (Dominguinhos, Nando Cordel)
13. Pedras Que Cantam (Dominguinhos, Fausto Nilo) / Isso Aqui Tá Bom Demais (Dominguinhos, Nando Cordel)

## Músicos participantes
- Arranjos: Zé Américo Bastos e Dominguinhos
- Acordeom: Dominguinhos
- Teclados, samplers (cordas) e piano: Zé Américo Bastos
- Baixo: Fernando Gaby (Fofão), Heber Calura (Jacaré)
- Guitarra, violão de nylon e aço: Marcos Arcanjo
- Guitarra slide: Pedro Braga
- Bateria: Camilo Mariano
- Percussão: Paulinho He-Man
- Sax-alto e flauta: Zé Canuto
- Trompete: Jessé Sadoc
- Trombone: Aldivas Ayres
- Vocais: Zeppa Souza, Marcela Paiva, Gilson Vieira, Jussara Lourenço e Bettina Graziani

## Créditos
- Produzido por Zé Américo Bastos
- Direção artística: Sérgio Bittencourt
- Produção executiva e coordenação geral: Gaetano Lops
- Assistente de produção: Fatinha Costa
- Gravado no estúdio Cia. dos Técnicos, Rio de Janeiro, em Outubro de 2004
- Engenheiro de gravação: Vânius Marques
- Assistente: Douglas de Souza
- Engenheiros de mixagem: Zé Américo Bastos e Vânius Marques
- Engenheiro de masterização: Vânius Marques
- Pré-produção: Zap Studio
- Capa e projeto gráfico: Luiz Stein (LSD)
- Fotos: Adriana Pittigliani
- Designers assistentes: Darlan Carmo e Diogo Reis
- Produção LSD: Caru Zilber
- Assistente de fotografia: Antônio Terra
- Make-up: Ton Hyll
- Cabelo: Marcelo da Costa Harpa
- Coordenação gráfica: Rosângela Almeida e Emil Ferreira
- Objetos cenográficos do projeto de capa cedidos pela loja Cobras e Lagartos